# 陽滋公主
陽滋（？—前209年），又作阴嫚，嬴姓趙氏。秦始皇嬴政之女。排位不詳，传为次女。据史料记载约卒于秦二世元年春，阳滋生前花团锦簇、享尽荣华，但却被秦二世以肢解诛杀。

## 考古考證
1976年10月，在秦始皇陵东侧上焦村附近发现了一组陪葬墓群，共17座，考古工作者发掘了其中8座，8座墓中各有一棺一槨；其中7座墓中各有人骨一具，五男二女。一座墓中，棺内只有一把青铜剑，未有人骨。
令人不可思议的是棺中尸骨非常零乱，有的躯体与四肢相分离，有的头骨与躯干相分离，有的头骨上有箭头，这些现象表明墓主系非正常死亡。但同时令人不可思议的是，墓中的随葬品非常丰富，计有金、银、铜、铁、陶、玉、蚌、贝、骨、漆器及丝绸残片二百余件，这种规格说明墓主人是有一定身份的。这些有一定身份而又遭到残酷杀害的墓主都葬在陵园附近，说明他们必然与陵园陪葬有关。这使人联想到被残酷杀害的秦始皇子女。

## 資料來源
- 司馬遷《史記·卷六·秦始皇本紀第六》
- 司馬遷《史記·卷八十七·李斯列傳第二十七》
- 司馬光《資治通鑑·卷第七·秦紀二》